# 20 kilomètres marche masculin aux Jeux olympiques d'été de 2008
Navigation
Athènes 2004 Londres 2012
L'épreuve du 20 kilomètres marche masculin aux Jeux olympiques de 2008 a eu lieu le 16 août à Pékin.
Les limites de qualifications étaient de 1 h 23 min 00 s pour la limite A et de 1 h 24 min 30 s pour la limite B.

## Records
Avant cette compétition, les records dans cette discipline étaient les suivants :
| Record du monde  | 1 h 17 min 16 s | Vladimir Kanaykin   | Russie  | 29 septembre 2007 | Saransk |
| Record olympique | 1 h 18 min 59 s | Robert Korzeniowski | Pologne | 22 septembre 2000 | Sydney  |

## Médaillés
| Or              | Argent          | Bronze        |
| Valeriy Borchin | Jefferson Pérez | Jared Tallent |

## Résultats
| Rang | Pays         | Athlète                    | Temps           | Notes |
| ---- | ------------ | -------------------------- | --------------- | ----- |
| 1    | Russie       | Valeriy Borchin            | 1 h 19 min 01 s |       |
| 2    | Équateur     | Jefferson Pérez            | 1 h 19 min 15 s | (SB)  |
| 3    | Australie    | Jared Tallent              | 1 h 19 min 42 s |       |
| 4    | Chine        | Wang Hao                   | 1 h 19 min 47 s | (PB)  |
| 5    | Italie       | Ivano Brugnetti            | 1 h 19 min 51 s | (SB)  |
| 6    | Australie    | Luke Adams                 | 1 h 19 min 57 s |       |
| 7    | Espagne      | Francisco Javier Fernández | 1 h 20 min 32 s |       |
| 8    | Irlande      | Robert Heffernan           | 1 h 20 min 36 s |       |
| 9    | Colombie     | Luis López                 | 1 h 20 min 59 s | (SB)  |
| 10   | Chine        | Chu Yafei                  | 1 h 21 min 17 s |       |
| 11   | Japon        | Yuki Yamazaki              | 1 h 21 min 18 s | (SB)  |
| 12   | Espagne      | Juan Manuel Molina         | 1 h 21 min 25 s |       |
| 13   | Espagne      | Benjamin Sánchez           | 1 h 21 min 38 s |       |
| 14   | Brésil       | José Alessandro Bagio      | 1 h 21 min 43 s | (SB)  |
| 15   | Mexique      | Eder Sánchez               | 1 h 21 min 53 s |       |
| 16   | Japon        | Kōichirō Morioka           | 1 h 21 min 57 s |       |
| 17   | Russie       | Ilya Markov                | 1 h 22 min 02 s |       |
| 18   | Italie       | Giorgio Rubino             | 1 h 22 min 11 s |       |
| 19   | Kenya        | David Kimutai Rotich       | 1 h 22 min 21 s | (SB)  |
| 20   | Équateur     | Rolando Saquipay           | 1 h 22 min 32 s |       |
| 21   | Norvège      | Erik Tysse                 | 1 h 22 min 43 s |       |
| 22   | Biélorussie  | Ivan Trotski               | 1 h 22 min 55 s |       |
| 23   | Corée du Sud | Kim Hyun-sub               | 1 h 22 min 57 s |       |
| 24   | Ukraine      | Andriy Kovenko             | 1 h 22 min 59 s |       |
| 25   | Allemagne    | André Höhne                | 1 h 23 min 13 s |       |
| 26   | Slovaquie    | Matej Tóth                 | 1 h 23 min 17 s |       |
| 27   | Tunisie      | Hatem Ghoula               | 1 h 23 min 44 s |       |
| 28   | Biélorussie  | Dzianis Simanovich         | 1 h 23 min 53 s |       |
| 29   | Pologne      | Rafal Augustyn             | 1 h 24 min 25 s |       |
| 30   | Chine        | Dong Jimin                 | 1 h 24 min 34 s |       |
| 31   | Colombie     | James Rendón               | 1 h 24 min 41 s |       |
| 32   | Portugal     | João Vieira                | 1 h 25 min 05 s |       |
| 33   | Corée du Sud | Park Chil-sung             | 1 h 25 min 07 s |       |
| 34   | Tunisie      | Hassanine Sbai             | 1 h 25 min 23 s |       |
| 35   | Lituanie     | Marius Žiukas              | 1 h 25 min 36 s |       |
| 36   | Mexique      | David Mejia                | 1 h 26 min 45 s |       |
| 37   | Italie       | Jean-Jacques Nkouloukidi   | 1 h 26 min 53 s |       |
| 38   | Équateur     | Andrés Chocho              | 1 h 27 min 09 s |       |
| 39   | Costa Rica   | Allan Segura               | 1 h 27 min 10 s |       |
| 40   | Argentine    | Juan Manuel Cano           | 1 h 27 min 17 s |       |
| 41   | Serbie       | Predrag Filipovic          | 1 h 28 min 15 s |       |
| 42   | Kazakhstan   | Rustam Kuvatov             | 1 h 28 min 25 s |       |
| 43   | États-Unis   | Kevin Eastler              | 1 h 28 min 44 s |       |
| 44   | Biélorussie  | Siarhei Charnou            | 1 h 29 min 38 s |       |
| 45   | Portugal     | Sérgio Vieira              | 1 h 29 min 51 s |       |
| 46   | Pologne      | Jakub Jelonek              | 1 h 30 min 37 s |       |
| 47   | Moldavie     | Fedosei Ciumacenco         | 1 h 31 min 37 s |       |
| 48   | Algérie      | Mohamed Ameur              | 1 h 32 min 21 s |       |
| 49   | Turquie      | Recep Çelik                | 1 h 32 min 54 s |       |
| 50   | Australie    | Chris Erickson             | disq.           |       |
| 51   | Japon        | Takayuki Tanii             | disq.           |       |

Records et Performances
- AR : Record continental (area record)
- CR : Record des championnats (championship record)
- MR : Record du meeting (meet record)
- NR : Record national (national record)
- OR : Record olympique (olympic record)
- PR : Record paralympique (paralympic record)
- PB : Record personnel (personal best)
- SB : Meilleure performance personnelle de la saison (season's best)
- WL : Meilleure performance mondiale de l'année (world leader)
- WJR : Record du monde junior (world junior record)
- WR : Record du monde (world record)

Circonstances et Conditions
- DNF : N'a pas terminé (did not finish)
- DNS : N'a pas pris le départ (did not start)
- DQ : Disqualification (disqualification)
- NM : Aucun essai valable enregistré (No Mark)
- Q : Qualifié « directement » au prochain tour (ou à la prochaine compétition), lors d'une compétition majeure, grâce au classement ou à la réalisation des minima (automatic qualifier)
- q : Qualifié au prochain tour (ou à la prochaine compétition), lors d'une compétition majeure, grâce au repêchage ou à la réalisation de l'une des meilleures performances parmi celles des « non qualifiés directement » (grâce au meilleur temps ou à la meilleure distance par exemple) (secondary qualifier)